# 札幌市営地下鉄南北線
南北線（なんぼくせん）は、北海道札幌市北区の麻生駅から同市南区の真駒内駅までを結ぶ、札幌市営地下鉄の路線である。車体および路線図や乗換案内で使用されるラインカラーは「グリーン」（緑： ）。駅ナンバリングにおける路線記号はN。
中央のレールをまたいでゴムタイヤで走行する方式の案内軌条式鉄道であり、集電は架空電車線方式の東西線・東豊線とは異なり、第三軌条方式を採用している。

## 路線データ
- 路線距離（営業キロ）：14.3 km
- 駅数：16駅（起終点駅含む）
- 複線区間：全線
- 電化区間：全線（直流750 V・第三軌条方式）
- 閉塞方式：車内信号式 (ATO)
- 最高速度：70 km/h[1]
- 地上区間：平岸駅 - 真駒内駅

## 歴史
積雪寒冷地である札幌市ではモータリゼーションの進行で冬季の交通渋滞が深刻化していたことに加え、冬季オリンピックの開催が決定し、選手や観客の輸送にも対応可能な大量輸送交通機関の建設気運が高まったことが計画の端緒となった。1965年から札苗実験場でゴムタイヤ方式の試験車を使った各種試験に着手し、1967年に札幌市議会で建設が可決された。
- 1966年（昭和41年）
  - 6月 - 1985年度までの高速交通機関計画の一環として南北線藤の沢 - 茨戸間 25 kmの建設計画を策定[2]。
  - 12月 - 地下鉄第一期建設計画の一環として南北線北24条 - 真駒内間の計画を策定[2]。
- 1967年（昭和42年）
  - 6月 - 地下部分を西4丁目通り沿いの北10条-南7条間に決定[2]。
  - 9月 - 南北線北24条-真駒内間 12 kmを緊急整備区間に指定[2]。
  - 12月 - 市議会で建設を決定[3]。
- 1968年（昭和43年）
  - 1月26日 - 建設省からの指導を受け地下区間計画について北16条 - 中島公園間 4.25 kmから北24条-平岸間 7.3 kmへの延長案を審議[2]。
  - 6月24日 - 北24条駅 - 平岸駅間地下区間 7.3 kmの地方鉄道敷設免許を取得[2][4]。
- 1969年（昭和44年）
  - 2月7日 - 大通公園にて起工式開催[4]。
  - 3月20日 - 北24条駅 - 平岸駅間着工。
  - 10月22日 - 高架区間となる平岸駅 - 真駒内駅間の地方鉄道敷設免許を取得[5]。
- 1970年（昭和45年）
  - 7月28日：平岸駅 - 真駒内駅間着工。
- 1971年（昭和46年）
  - 札幌市長期総合計画にて建設計画を花畔 - 藤の沢間 29 kmに拡大[6]。
  - 9月3日：真駒内駅を発車した試運転列車がポイント部分で脱線し、シェルターへ激突。運転士2名と、試乗客3人が負傷。車両の前頭部とシェルターが大破[7]。
  - 12月16日：北24条駅 - 真駒内駅間 (12.1 km) が開業。1000形（後に2000形に改番）車両が営業運転開始。札幌オリンピックの1か月半前に開業。開業当時から有人改札はおかず、全駅が自動改札であった。なお開業から数年間は、自動券売機で「五円硬貨」を使うことができた。
- 1972年（昭和47年）12月4日：北24条駅 - 麻生駅間延伸を市議会で可決[6]。
- 1973年（昭和48年）
  - 5月12日：北24条駅 - 麻生駅間の地方鉄道敷設免許取得[6]。
  - 6月29日：北24条駅 - 麻生駅間延伸工事着工[6]。
- 1974年（昭和49年）8月18日：全車両6両編成化[8]。
- 1978年（昭和53年）
  - 3月16日：北24条駅 - 麻生駅間 (2.2 km) が延伸開業。全車両8両編成化。
  - 10月1日：3000形車両が営業運転開始。
- 1994年（平成6年）10月14日：霊園前駅が南平岸駅に名称変更。
- 1995年（平成7年）9月：北海道初の4扉車、5000形車両が営業運転開始。
- 1999年（平成11年）6月27日：2000形（1000形）車両が全車運用終了。
- 2008年（平成20年）
  - 8月18日：札幌市営地下鉄初の「女性専用車両」を試験導入。9月12日まで。
  - 12月15日：「女性と子どもの安心車両」導入[9]。
- 2009年（平成21年）1月30日：ICカード「SAPICA」導入。
- 2012年（平成24年）
  - 3月25日：3000形車両が全車運用終了。
  - 6月4日：ATOによる5000形車両の自動運転を開始。これと同時に、各駅の停車時間延長、麻生駅の折り返し方法を変更[10][11]。
- 2013年（平成25年）
  - 3月2日：可動式ホーム柵（ホームドア）を全駅に設置完了[12]。
  - 4月1日：ワンマン運転開始[13]。
- 2017年（平成29年）9月1日：さっぽろ駅における東豊線との乗り換え方法が改札外乗り換えに変更[14]。
- 2020年（令和2年）
  - 12月14日：北34条駅において漏水が発生し、麻生駅 - 北24条駅間で運休、同区間でバス代行を実施[15][16]。15日夕方には北34条駅通過で全線の運転再開[17]。
  - 12月21日：北34条駅真駒内方面ホーム停車再開[18]。
  - 12月26日：北34条駅麻生方面ホーム停車再開で全面復旧[18]。
- 2022年（令和4年）9月：駅構内接近放送のアナウンスを変更。[19]
- 2025年（令和7年）4月26日：クレジットカードやデビットカード等のタッチ決済による乗車サービスの実証実験を開始[20][21][22]。

## シェルター
かつての定山渓鉄道線の廃線跡を通る南平岸駅 - 真駒内駅間 (4.5 km) は、建設費圧縮を目的に地上高架となっているが、雪を防ぐためにアルミ合金製のシェルター（南北線シェルター）で覆われている。このような高架上にある長大なものは世界で唯一の構造で、札幌市営地下鉄の特徴の一つにもなっている。このシェルターによって、豪雪地帯である札幌の厳しい気象条件に左右されない安定した輸送が実現しているほか、沿線の騒音防止にも役立っている。
シェルター導入が決まる前までは、雪への対策として軌道に熱線を通すロードヒーティングや外側への赤外線ヒーター設置により融雪する方法が検討されたり、また札幌市電のササラ電車をヒントにした除雪車両を開発し真冬は問題なかったものの春先になるとアイスバーン化した路面の影響でスリップする等の問題点が生じ、第一次世界大戦時のドイツ帝国陸軍によるトンネル前後の鉄道路線に覆いを被せて隠密性を持たせた列車砲輸送のアイデアから着想を得てシェルターで覆う形式とした。シェルターには採光窓がついており、夏季には気温上昇の対策として駅部の窓を開けている。
シェルター案の導入に際しては当初、当時の札幌市長・原田與作を交えた会議の承諾を得られず真駒内駅 - 自衛隊駅前間1.8 kmでの試験的な設置の許可を得た後、原田市長の入院を見計らって試験名目で高架区間全線6.4 kmにシェルターの設置が行われた。退院後にシェルター工事が露見し原田市長が激怒し開発にあたっていた大刀豊交通局長（当時）に呼び出しを行うも、大刀は「耳が遠く聞こえない」などの理由をつけて拒否し職務を続けた。
利点の大きいシェルターであるが、経年劣化をはじめ、積雪対策、テレビやラジオの受信障害といった課題も抱えている。このうち、シェルター自体への積雪は、そのまま放置すると下方で交差している道や側道に落下する危険性があるため、深夜に手作業で雪下ろしを行っている。テレビの受信障害については、市交通局が設置した共聴アンテナにより対応している。

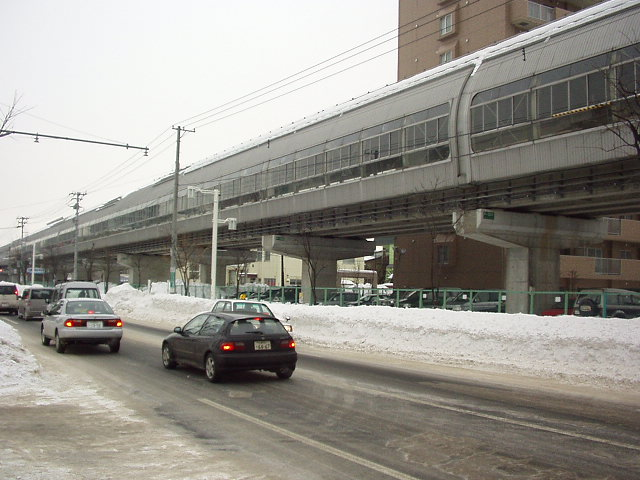
地上部分の高架シェルター（2004年1月）
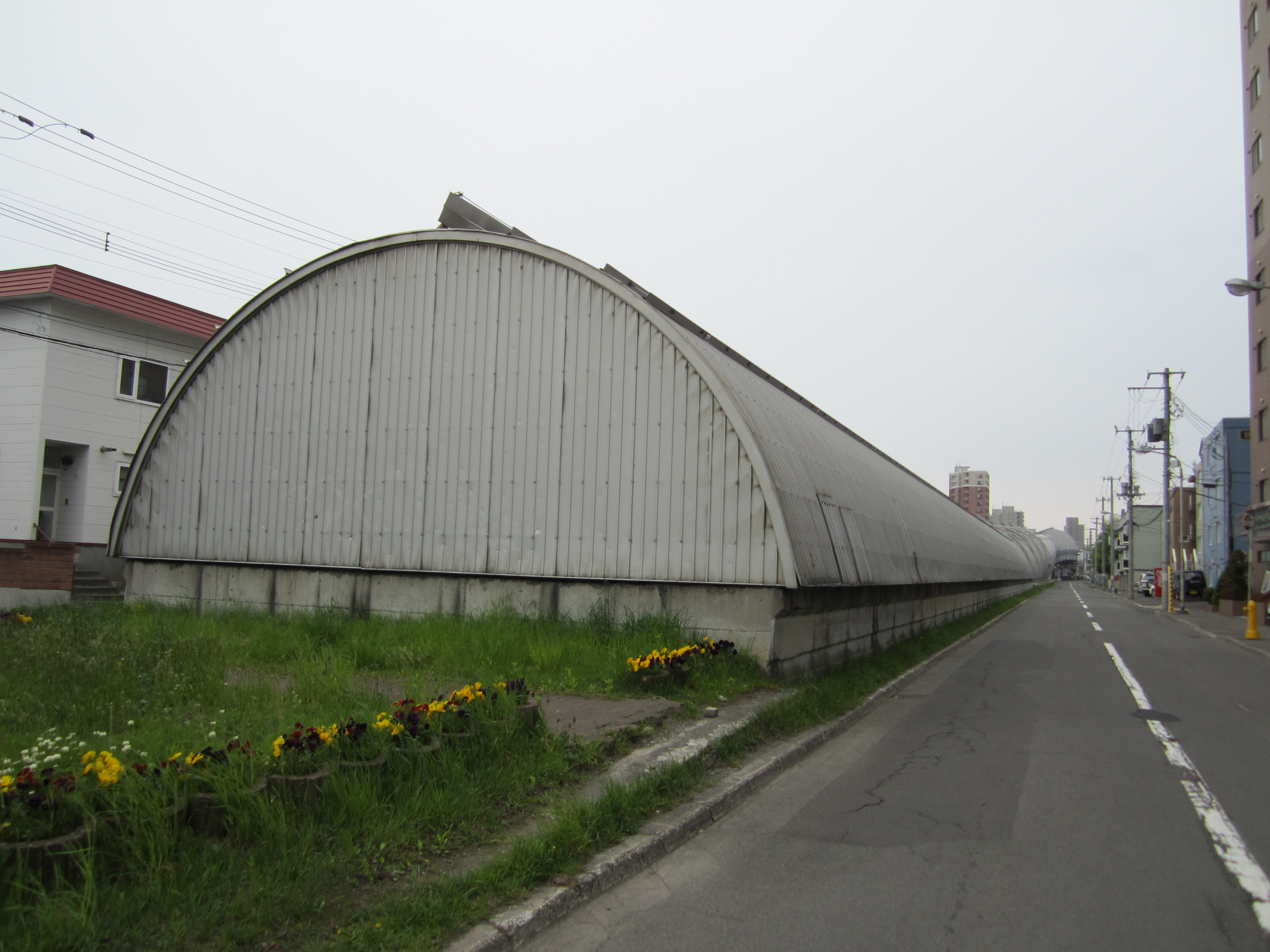
地下から地上に出る箇所（2012年5月）
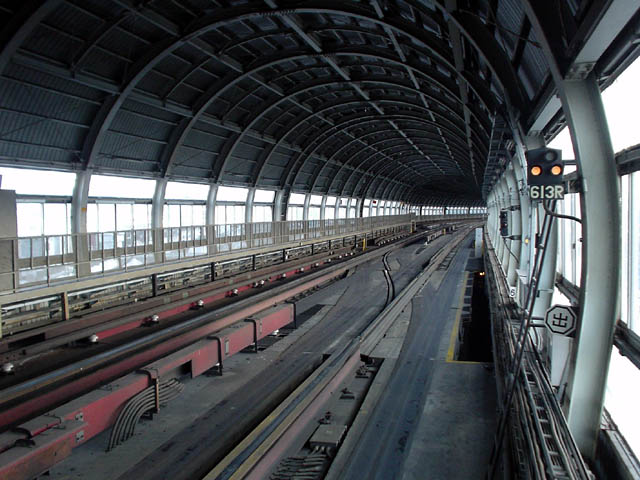
シェルター内部。転轍機も見える（自衛隊前駅・2005年4月）

## 使用車両
内容は2022年7月27日現在。

### 現用車両
- 5000形：20編成120両。6両編成で、片側4扉。

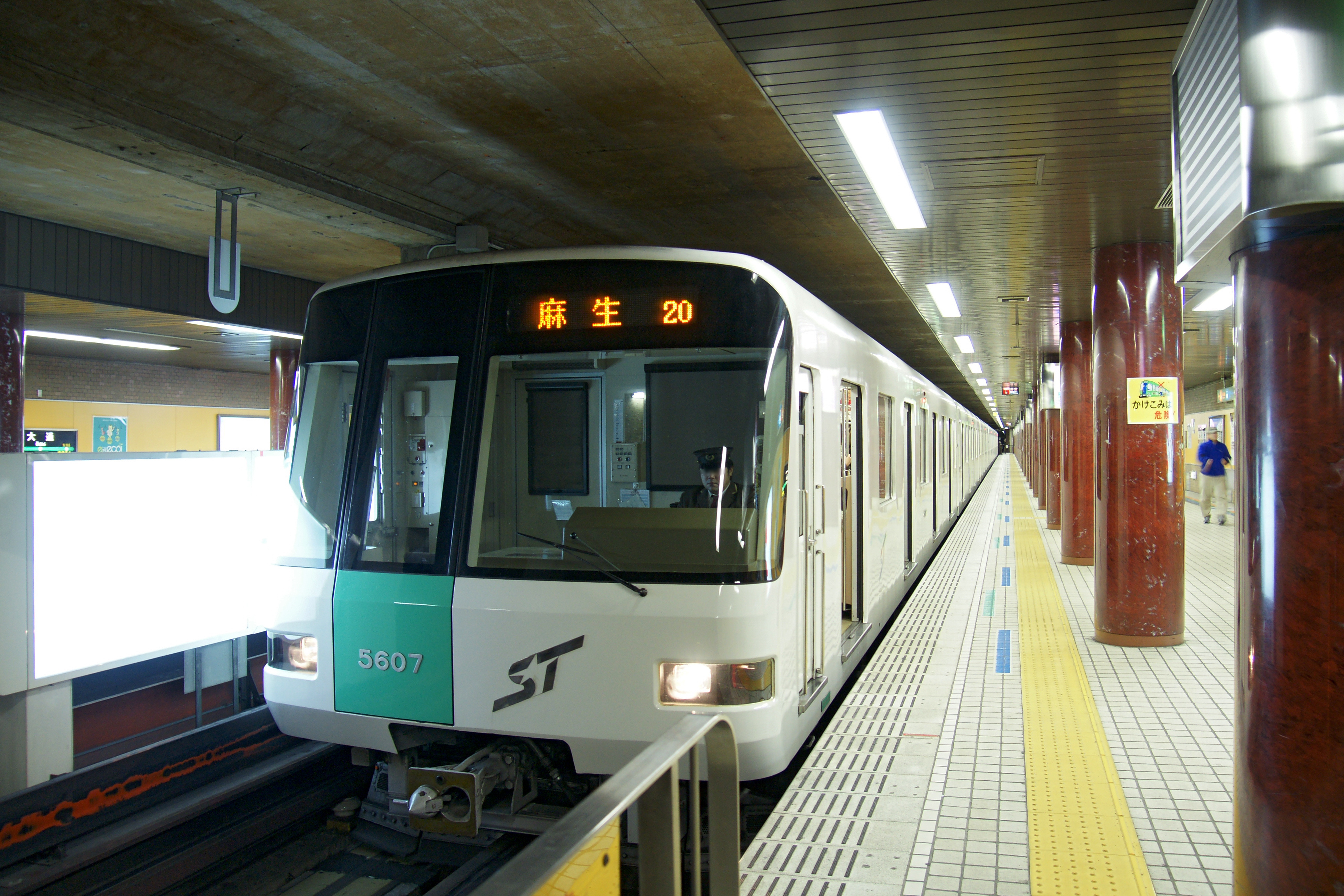
5000形

2024年2月、札幌市が2030年度頃に予定する南北線への新型車両導入に向けた検討に入ったと報じられた。

### 過去の車両
- 2000形：1999年6月27日限りで全車運用終了。最大時は20編成160両が在籍していた。8両編成（2車体連接）で、片側2扉。
- 3000形：2012年3月25日限りで全車運用終了。最大時は5編成40両が在籍していた。2000形と同様に8両編成（2車体連接）で、片側2扉。

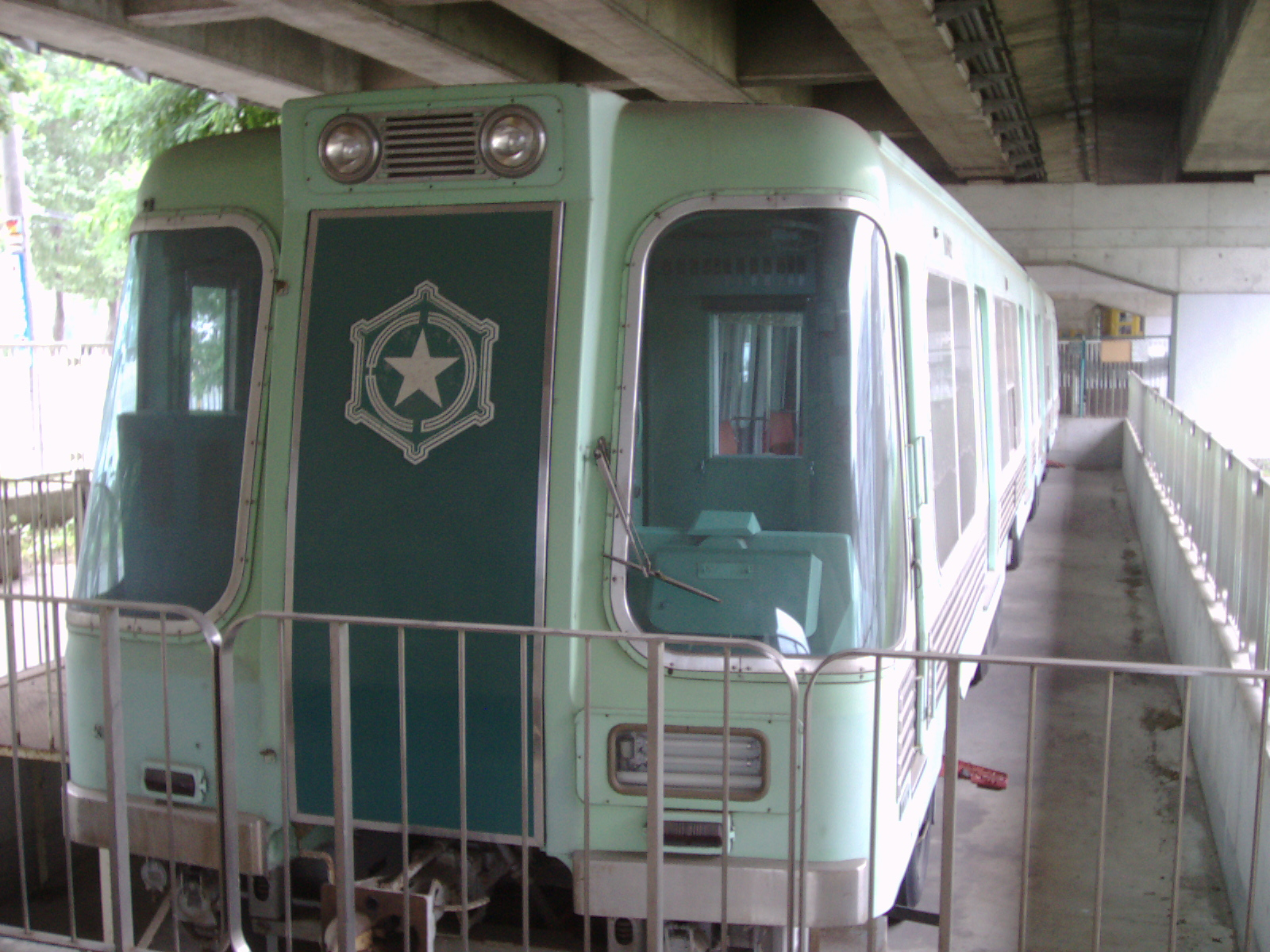
1000形・2000形
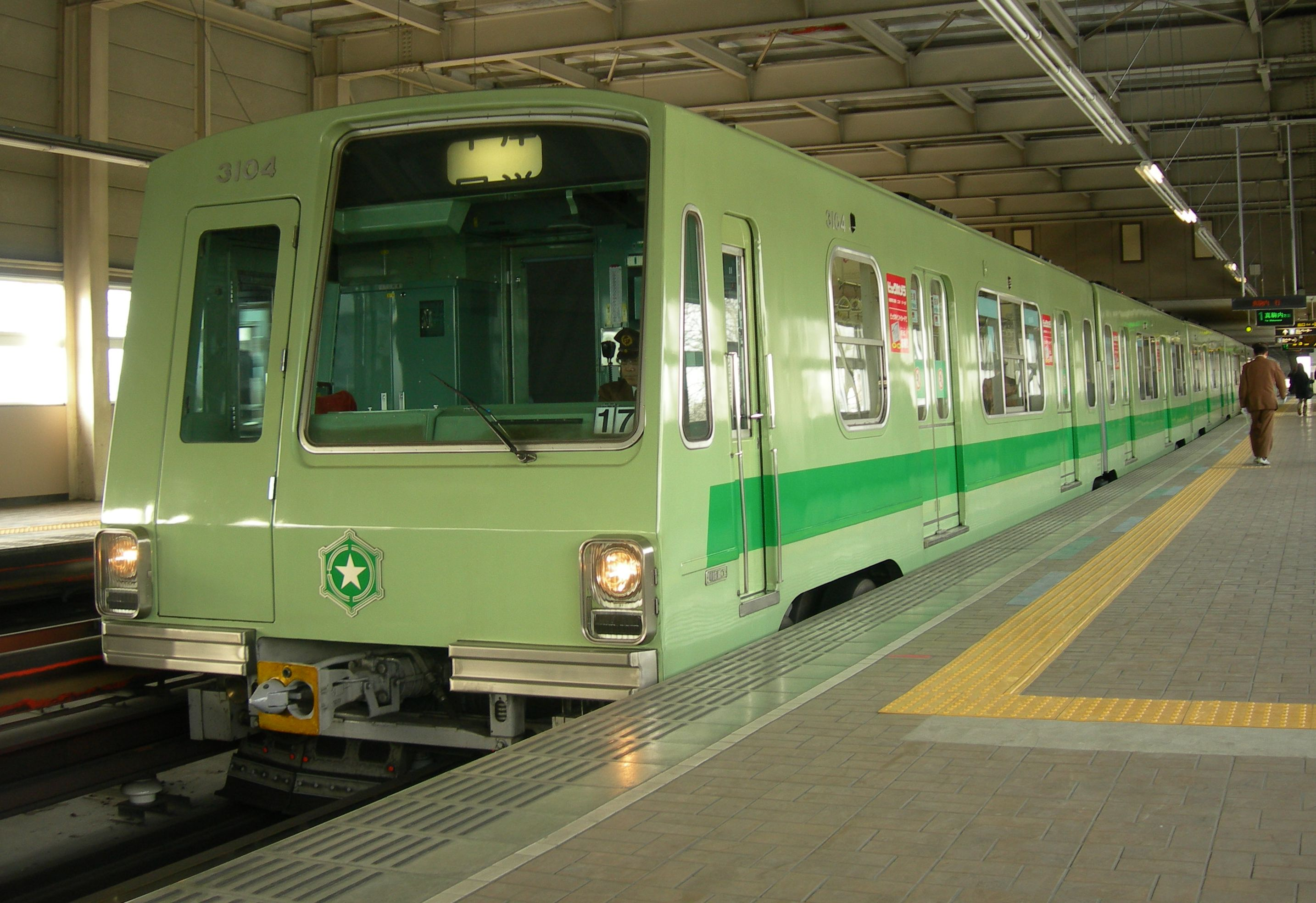
3000形

## 車両基地
南車両基地
自衛隊前駅の南南東で本線に近接しており、地上（屋内）にある。5000形の全20編成120両が所属している。

## 利用状況
当路線の乗車人員は以下の通り。
| 年度 | 乗車人員（人/日） | 出典   |
| ---- | ----------------- | ------ |
| 2003 | 227,661           | [ 29 ] |
| 2004 | 228,740           | [ 29 ] |
| 2005 | 236,345           | [ 29 ] |
| 2006 | 237,351           | [ 29 ] |
| 2007 | 235,797           | [ 29 ] |
| 2008 | 233,687           | [ 29 ] |
| 2009 | 226,208           | [ 29 ] |
| 2010 | 224,503           | [ 29 ] |
| 2011 | 219,161           | [ 29 ] |
| 2012 | 223,780           | [ 29 ] |
| 2013 | 227,909           | [ 29 ] |
| 2014 | 227,141           | [ 29 ] |
| 2015 | 227,690           | [ 30 ] |
| 2016 | 233,749           | [ 30 ] |
| 2017 | 236,548           | [ 30 ] |
| 2018 | 236,580           | [ 30 ] |
| 2019 | 230,692           | [ 30 ] |

## 収支
当路線の収支は以下の通り。収入には営業外収益、支出には人件費、経費、減価償却費、営業外費用を含む。
| 年度 | 収入          | 支出          | 損益         | 出典   |
| ---- | ------------- | ------------- | ------------ | ------ |
| 2014 | 145億3400万円 | 108億3700万円 | 36億9700万円 | [ 31 ] |
| 2015 |               |               |              |        |
| 2016 |               |               |              |        |
| 2017 |               |               |              |        |
| 2018 |               |               |              |        |
| 2019 |               |               |              |        |
| 2020 | 116億6100万円 | 101億8600万円 | 14億7500万円 | [ 32 ] |

## 運行形態
ほとんどが全線通しで運転されているが、南車両基地への出入庫のため、一部の列車が麻生駅 - 自衛隊前駅で運転される（平日の朝8時台に1本、9時台に4本）。以前は自衛隊前発の麻生行が存在したが、現在では麻生発の自衛隊前行のみが設定されている。ただし、非常時および臨時列車では自衛隊前発の麻生行きが運行される場合がある。南車両基地からの出庫時は、南車両基地→自衛隊前駅（折り返し）→真駒内駅と回送され営業運転に就く。入庫の場合でも真駒内駅まで営業運転ののち自衛隊前駅まで回送されるものも存在する。
日中は 7分間隔、朝ラッシュ時は 4分間隔、夕ラッシュ時は5 - 6分間隔で運転される。
毎年夏に開催されている豊平川花火大会開催日には、南北線は見物客で非常に混雑するため、夕方から夜にかけて、4 - 5分間隔の特別ダイヤでの運行となる。

## 女性と子どもの安心車両
2008年12月15日始発より導入。札幌市営地下鉄では「女性専用車」と呼ばず、「女性と子どもの安心車両」という名称である。乗車できるのは「女性」「小学校6年生以下の男児」「身障者および身障者の介護人の男性」となっているがあくまでも任意であり、強制力はない。
対象時間は、平日ダイヤの始発から9時までの全区間となっており、9時をもって一斉解除される。該当する車両は、真駒内側の先頭車1号車である。 麻生行は最後尾（乗車位置番号は21 - 24番に該当）、真駒内行は先頭（乗車位置番号は1 - 4番に該当）になる。
かつて運行されていた3000形の乗車位置番号は、麻生行きは緑の15, 16番、真駒内行は緑の1, 2番に該当していた。

## 駅一覧
- 全駅が北海道札幌市内に所在。また当路線は札幌市営地下鉄の路線としては唯一、地上区間を有する。

| 駅番号 | 駅名                            | 駅間 キロ | 営業 キロ | 接続路線                                                                                           | 地上／地下 | 所在地 |
| ------ | ------------------------------- | --------- | --------- | -------------------------------------------------------------------------------------------------- | ---------- | ------ |
| N01    | 麻生駅                          | -         | 0.0       | 北海道旅客鉄道：■札沼線（学園都市線） …新琴似駅 (G05)                                              | 地下区間   | 北区   |
| N02    | 北34条駅                        | 1.0       | 1.0       | | 地下区間   | 北区   |
| N03    | 北24条駅                        | 1.2       | 2.2       | | 地下区間   | 北区   |
| N04    | 北18条駅                        | 0.9       | 3.1       | | 地下区間   | 北区   |
| N05    | 北12条駅                        | 0.8       | 3.9       | | 地下区間   | 北区   |
| N06    | さっぽろ駅                      | 1.0       | 4.9       | 札幌市営地下鉄：東豊線 (H07) 北海道旅客鉄道：■函館本線・■千歳線・■札沼線（学園都市線）…札幌駅 (01) | 地下区間   | 中央区 |
| N07    | 大通駅                          | 0.6       | 5.5       | 札幌市営地下鉄：東西線 (T09)、東豊線 (H08) 札幌市電：一条線 …西4丁目停留場                         | 地下区間   | 中央区 |
| N08    | すすきの駅                      | 0.6       | 6.1       | 札幌市電：山鼻線 …すすきの停留場                                                                   | 地下区間   | 中央区 |
| N09    | 中島公園駅                      | 0.7       | 6.8       | 札幌市電：山鼻線 …山鼻9条停留場                                                                    | 地下区間   | 中央区 |
| N10    | 幌平橋駅                        | 1.0       | 7.8       | 札幌市電：山鼻線 …静修学園前停留場                                                                 | 地下区間   | 中央区 |
| N11    | 中の島駅 （エクシオグループ前） | 0.5       | 8.3       | | 地下区間   | 豊平区 |
| N12    | 平岸駅                          | 0.7       | 9.0       | | 地下区間   | 豊平区 |
| N13    | 南平岸駅                        | 1.1       | 10.1      | | 地上区間   | 豊平区 |
| N14    | 澄川駅                          | 1.2       | 11.3      | | 地上区間   | 南区   |
| N15    | 自衛隊前駅                      | 1.3       | 12.6      | | 地上区間   | 南区   |
| N16    | 真駒内駅                        | 1.7       | 14.3      | | 地上区間   | 南区   |

※距離標上の0キロ地点は、北24条駅にある。

### 過去の接続路線
- 北24条駅：札幌市電鉄北線 - 1974年廃止
  - 鉄北線はもともと札幌駅前停留場 - 新琴似駅前停留場間で運行されていた路線で、南北線の北24条駅 - 真駒内駅間が開業した際、並行する札幌駅前停留場 - 北24条停留場間のみが廃止された。南北線のうち、残る北24条駅以北の部分に並行する部分が開業したのは1978年であり、その間北24条 - 麻生（新琴似）間の鉄道路線は空白となっていた。
- 大通駅：札幌市電西4丁目線（三越前停留場） - 1973年廃止
- すすきの駅：札幌市電西4丁目線 - 1973年廃止

## 東豊線との乗り換えについて
当初、大通駅とさっぽろ駅における南北線と東豊線の乗り換えは、いずれも改札内乗り換えの方法を採用していたが、2017年（平成29年）9月1日からさっぽろ駅での乗り換え方法が改札外乗り換えに変更された。これに伴い、両者の乗り換えは最短経路の場合を除いて不可能となった（乗車区間が重複することから、折り返しとなる駅から別途料金が発生することになる）。具体的には、南北線（麻生方面）と東豊線（栄町方面）はさっぽろ駅、南北線（真駒内方面）と東豊線（福住方面）は大通駅でしか乗り換えができない。なお、一日乗車券や全線定期券を利用の場合は、この限りではない。

## 可動式ホーム柵
札幌市営地下鉄では、乗客の列車との接触・線路への転落を防ぐとともに、将来のワンマン運転に対応させるため、東京・大阪・横浜・福岡などの地下鉄で既に採用されている可動式ホーム柵（ホームドア）を各線に設置することを決定した。
南北線では2012年7月10日の麻生駅での稼働開始以降、麻生側から順に各駅で順次設置工事が行われ、設置が完了した駅から順次稼働させていった。そして2013年3月2日の真駒内駅での稼働開始を以って南北線全駅への設置が完了し、あわせて4月1日始発からワンマン運転が開始された。
開扉時はチャイムが、閉扉時にはアラームが鳴るが、その時にセンサーが障害物を感知した際には警告ブザーが鳴ると共にランプが点滅する。ホーム柵は東西線のものと同じ三菱電機製で、同社製エレベーターの『気配りアナウンス』用チャイム、開閉報知アラーム（強制戸閉、開延長終了予告、戸開中センサー感知）、警告用ブザー（満員、戸開前センサー長時間感知）を使用している。

## 備考

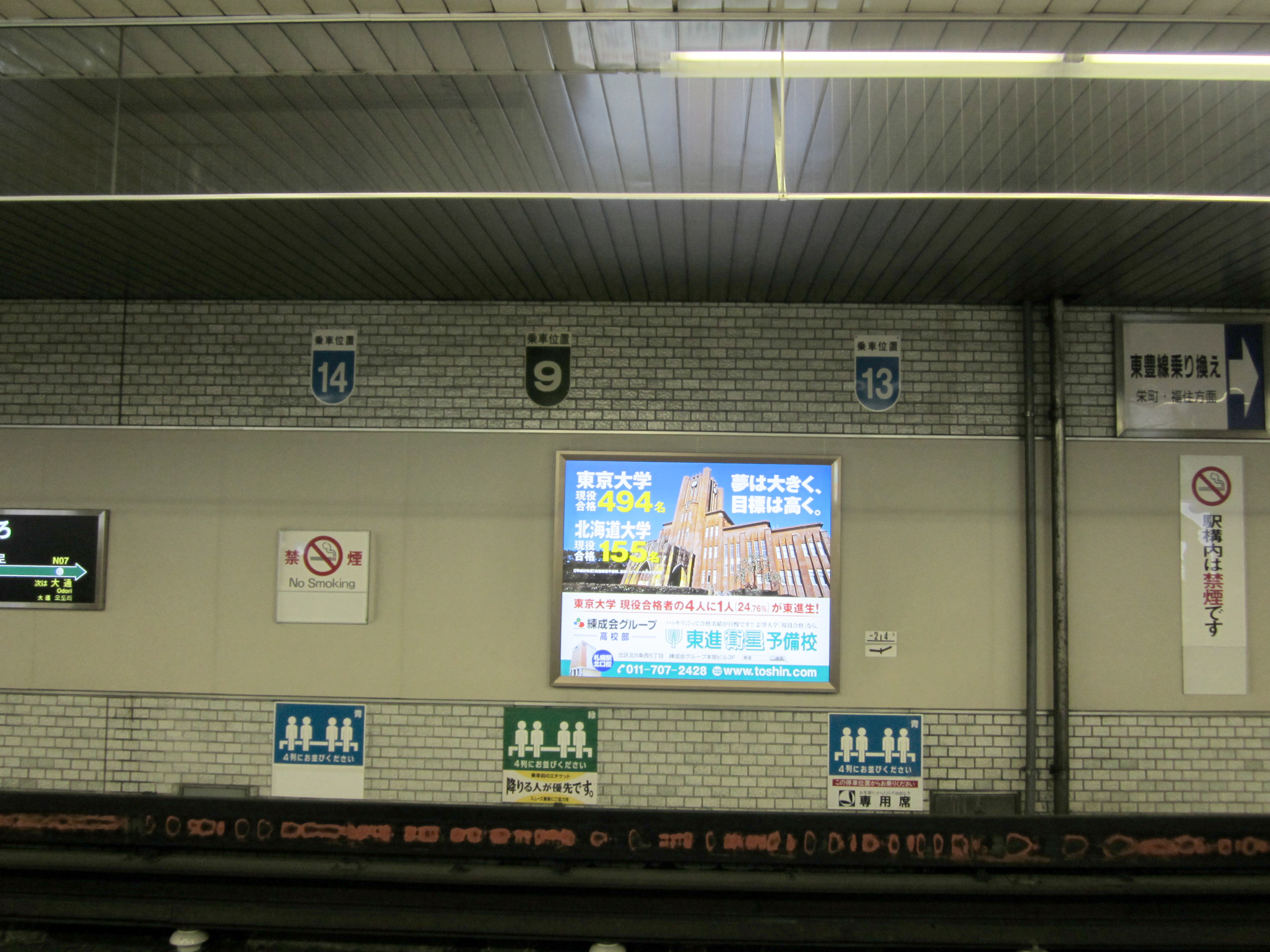
2000・3000形用の緑色の乗車位置表示と5000形用の青色の乗車位置表示。2012年3月を以って5000形に統一されたため、同年12月に南北線のラインカラーである緑色のものを5000形のドア位置に移設し、青色のものは撤去された。ただし天井部にある乗車位置は、5000形用のドア位置に緑色のステッカーが貼り付けられ、旧型車両用のものが撤去された。

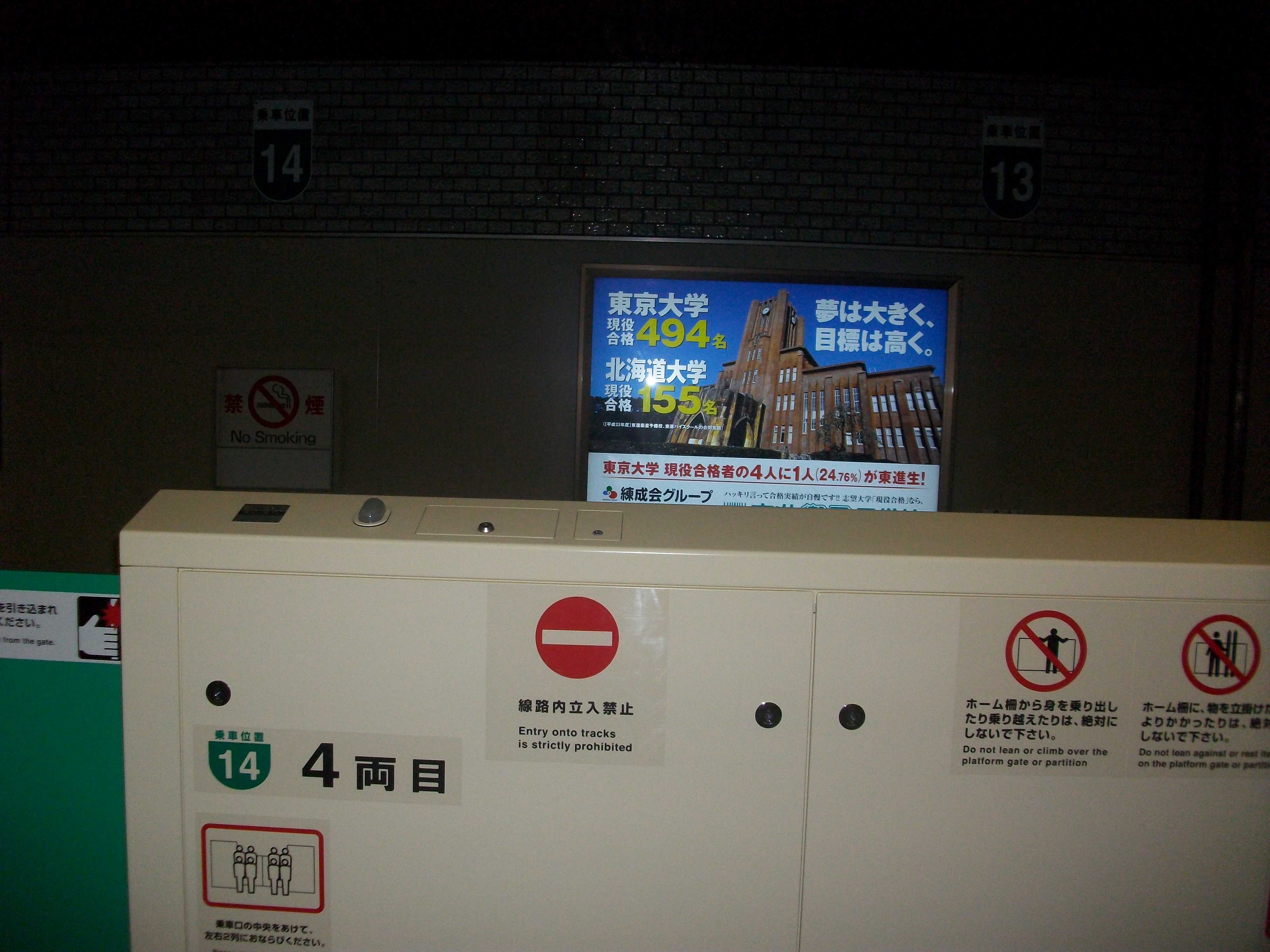
青色の乗車口撤去後。下と足元の標識も撤去された。

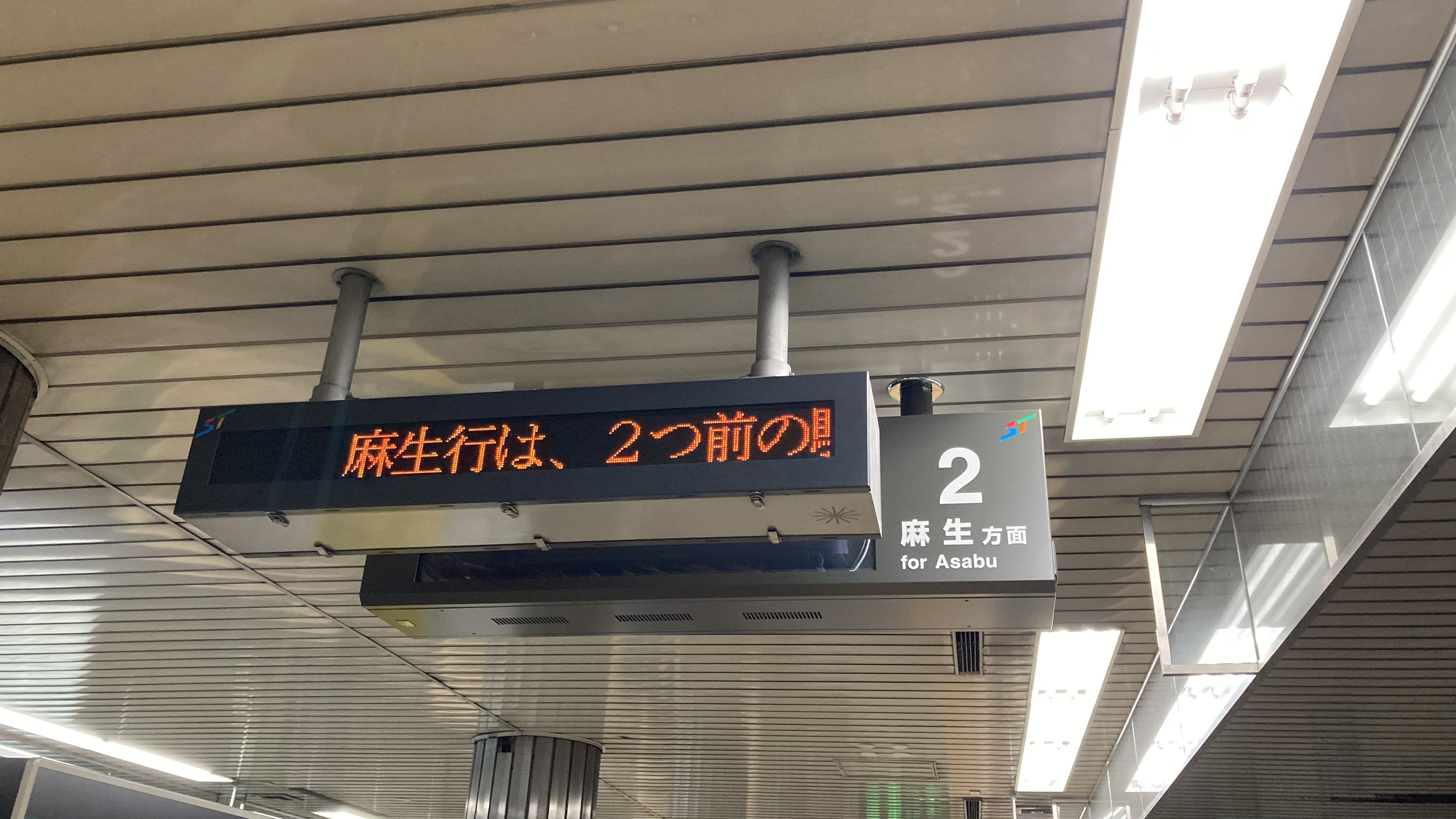
行先案内表示板。手前が旧型で、後ろにあるのが新型。

- 公式文書での呼び名は札幌市高速電車南北線である。現況は大半が地下線であるが、当初の計画では、中島公園以南および北12条以北を高架で建設する予定だったという。
- 開業当初、南北線の読みは「なんぽくせん」が主流であった[34]。駅の案内看板などにもローマ字は「Nanpoku」と表記された。しかし1976年6月に東西線が開業する際、国語辞典などを見ても「なんぼく」が正しく、直すべきではないかという見解が出され、以降の案内看板はローマ字が「Nanboku」表記となった。以降駅の案内看板にはしばらく両者が混在していたが、1982年7月末にローマ字が「Nanboku」に統一された[34][注 4]。
- 1971年の開業以降、真駒内駅周辺の人口増加や同駅以南の住宅地化が進行しており、この地域の住民の中には自衛隊前駅 - 真駒内駅間の新駅建設や、石山地区以南への路線延伸を望む声がある。実際、札幌市も計画当初は藤野地区までの建設を計画し、定山渓鉄道線廃止時に該当区間の路線跡を買収していた。しかし札幌市交通局が巨額の累積赤字を抱えていることに加え、用地も既に一部が他の用途に転用されており、実現の見通しは全く立っていない。また、麻生駅から北に茨戸あるいは新札幌団地（現・花川南付近）までの延伸も検討されたが、こちらについても実現の見通しは立っていない。
- ドア数の異なる2000形・3000形（以上はすでに営業運転終了）と5000形では乗車位置が異なるため、各駅のホームには2000形・3000形用の「緑色の乗車位置」と5000形用の「青色の乗車位置」が設けられ、3000形が到着する際は「緑色の乗車位置」への整列を促す放送があった。5000形の方が少なかった1995年から1999年までの間は「青色の乗車位置」の放送もあった。2012年3月を以って運行車両が、5000形に統一されたため、同年12月に南北線のラインカラーである緑色の乗車位置表示を5000形のドア位置に移設し、青色のものは撤去された（ただし天井部にある乗車位置は、5000形用のドア位置に緑色のステッカーが貼り付けられ、旧型車両用のものが撤去された）。電光掲示板での乗車位置案内も廃止された。
- 可動式ホーム柵が設置されたことにより、電車がホームに接近する際と、発車する際の案内放送も変更された。
  - 電車接近時：「まもなく、○番ホームに○○行が到着します。白線より下がってお待ちください。」→「まもなく、○番ホームに○○行が到着します。ご注意ください」
  - 発車時：「○番ホームから、○○行が発車します。ご注意ください。（♪ゲー）」→「○番ホームから、○○行が発車します。ご注意ください。」（♪ゲーというブザー音が廃止）
- さっぽろ駅での他路線への乗り換え階段は、JR札幌駅方面が黄色（■）、東豊線方面が青色（■）に塗り分けられている。またその旨を車内放送でも案内している。
- 麻生駅（あさぶえき）所在地の「麻生町」の読みは、札幌市役所の告示[35]によると『あさぶちょう』である（当然、駅名もこれに合わせている）が、麻生が栄え始め移住してきた市民の間で「あざぶ」と呼ばれるようになり、病院などの各種施設・店舗でも『あざぶ』を採用している例が多数あり、実態としてはどちらの読みも併用されている[注 5]。
- 2012年夏季には北海道電力泊原子力発電所の運転停止による電力需要逼迫による節電対策として、地上区間では日中の車内照明消灯が行われた。
- 2024年現在、車内放送アナウンスは水谷ケイコ、広告アナウンスは坂本咲子、駅自動放送は九川由梨奈[36]である。